# Iwan i zaczarowany kucyk
Iwan i zaczarowany kucyk – rosyjski film fantasy z 2021 roku. Adaptacja baśni Konik Garbusek autorstwa Piotra Jerszowa opartej na rosyjskim folklorze. Film jest częściowo aktorski, a częściowo komputerowo animowany.

## Treść
Iwan jest przez braci uważany za głupca. Życie chłopaka zmienia się jednak, kiedy nawiązuje przyjaźń z małym, gadającym koniem.

## Obsada
- Anton Szagin - Iwan
- Pawieł Dieriewianko - Konik Garbusek (głos)
- Polina Andriejewa - narzeczona cara/Cud Dziewczyna
- Michaił Jefriemow -  Car (głos: Siergiej Burunow, partie wokalne: Michaił Jefriemow)
- Jan Capnik - Kanclerz
- Oleg Taktarow - Wojewoda
- Jewgienij Kapitonow - Starzec